# Повноліття
Повноліття — вік, по досягненню якого людина набуває повної відповідальності за свої дії та вчинки згідно з Конституцією та законодавством. При цьому людина набуває також додаткових прав та зобов'язань. Людей, що не досягнули повноліття, називають дітьми. У різних країнах вік, після досягнення якого людина стає повнолітньою, різний. Та, в основному, це 18 років, як в Україні.
В Україні, відповідно до ст. 6 Сімейного кодексу дитина вважається:
- Малолітньою — віком до 14 років.
- Неповнолітньою, яка відповідає за свої дії і вчинки. — у віці від 14 до 18 років.

## Повноліття та релігії
- У юдаїзмі повноліття наступає:
  - у хлопчиків — в 13 років;
  - у дівчаток — в 12 років.

- У 15 років повноліття досягають багаї. З цього моменту вступають у дію релігійні закони про молитву та піст, а також наступає повна особиста відповідальність за власний духовний розвиток.

## Досягнення повноліття у різних країнах світу
| Країна                   | Повноліття з (років)                                    |
| ------------------------ | ------------------------------------------------------- |
| Австрія                  | 18, до цього — при одруженні, виборче право із 16       |
| Афганістан               | 18                                                      |
| Албанія                  | 18                                                      |
| Алжир                    | 19                                                      |
| Ангола                   | 18                                                      |
| Аргентина                | 18                                                      |
| Азербайджан              | 21                                                      |
| Австралія                | 18                                                      |
| Багами                   | 18                                                      |
| Бахрейн                  | 21                                                      |
| Барбадос                 | 18                                                      |
| Білорусь                 | 18                                                      |
| Бельгія                  | 18                                                      |
| Бутан                    | 18                                                      |
| Болівія                  | 18                                                      |
| Боснія і Герцеговина     | 18                                                      |
| Бразилія                 | 18, виборче право із 16                                 |
| Бруней                   | 18                                                      |
| Болгарія                 | 18                                                      |
| Бурунді                  | 21                                                      |
| Велика Британія          | 18, у Шотландії з 16                                    |
| Венесуела                | 18                                                      |
| Вірменія                 | 18                                                      |
| Габон                    | 18                                                      |
| Гібралтар                | 18                                                      |
| Греція                   | 18                                                      |
| Гватемала                | 18                                                      |
| Гвінея                   | 21, до цього — при одруженні                            |
| Французька Гвіана        | 18                                                      |
| Гондурас                 | 21                                                      |
| Гонконг                  | 18                                                      |
| Нідерланди               | 18                                                      |
| Данія                    | 18                                                      |
| Джибуті                  | 18                                                      |
| Домініка                 | 18                                                      |
| Домініканська Республіка | 18                                                      |
| Еквадор                  | 18                                                      |
| Сальвадор                | 18                                                      |
| Естонія                  | 18                                                      |
| Єгипет                   | 21                                                      |
| Ємен                     | 18                                                      |
| Індія                    | 18                                                      |
| Індонезія                | 18                                                      |
| Іран                     | 18                                                      |
| Ірландія                 | 18                                                      |
| Ісландія                 | 18                                                      |
| Іспанія                  | 18                                                      |
| Італія                   | 18                                                      |
| Камбоджа                 | 18                                                      |
| Камерун                  | 21                                                      |
| Канада                   | 18 — 19 (залежно від провінції)                         |
| Катар                    | 18                                                      |
| Кенія                    | 18                                                      |
| Киргизстан               | 16                                                      |
| Кіпр                     | 18                                                      |
| Колумбія                 | 18                                                      |
| Кот-д'Івуар              | 21                                                      |
| ДР Конго                 | 18                                                      |
| Куба                     | 18                                                      |
| Лаос                     | 18                                                      |
| Лесото                   | 21                                                      |
| Латвія                   | 18                                                      |
| Ліван                    | 18                                                      |
| Ліхтенштейн              | 18                                                      |
| Литва                    | 18                                                      |
| Люксембург               | 18                                                      |
| Макао                    | 18                                                      |
| Малайзія                 | 18, виборче право із 21                                 |
| Мальта                   | 18                                                      |
| Мавританія               | 18                                                      |
| Північна Македонія       | 18                                                      |
| Мексика                  | 18                                                      |
| Молдова                  | 18                                                      |
| Монако                   | 21                                                      |
| Мозамбік                 | 18                                                      |
| Намібія                  | 21                                                      |
| Непал                    | 16                                                      |
| Німеччина                | 18                                                      |
| Нова Зеландія            | 18                                                      |
| Норвегія                 | 18                                                      |
| Оман                     | 18                                                      |
| Пакистан                 | 18 — у чоловіків, 16 — у жінок                          |
| Панама                   | 18                                                      |
| ПАР                      | 18                                                      |
| Південна Корея           | 20                                                      |
| Перу                     | 18                                                      |
| Польща                   | 18                                                      |
| Португалія               | 18                                                      |
| Пуерто-Рико              | 18                                                      |
| Руанда                   | 18                                                      |
| Румунія                  | 18                                                      |
| Росія                    | 18                                                      |
| Саудівська Аравія        | 18                                                      |
| Сенегал                  | 18                                                      |
| Сербія                   | 18                                                      |
| Сейшельські Острови      | 18                                                      |
| Сьєрра-Леоне             | 21                                                      |
| Сінгапур                 | 21                                                      |
| Словаччина               | 18                                                      |
| Словенія                 | 18                                                      |
| Сент-Кіттс і Невіс       | 18                                                      |
| Судан                    | 18                                                      |
| Есватіні                 | 21                                                      |
| Сирія                    | 18                                                      |
| США                      | 18 — за державними законами, за федеральними по-різному |
| Таджикистан              | 17                                                      |
| Тайвань                  | 20                                                      |
| Танзанія                 | 18                                                      |
| Таїланд                  | 20                                                      |
| Тринідад і Тобаго        | 18                                                      |
| Туреччина                | 21                                                      |
| Туніс                    | 20                                                      |
| Туркменістан             | 16                                                      |
| Україна                  | 18                                                      |
| Угорщина                 | 18                                                      |
| Уругвай                  | 18                                                      |
| Узбекистан               | 14                                                      |
| Фіджі                    | 18                                                      |
| Філіппіни                | 21, до цього — при одруженні                            |
| Фінляндія                | 18                                                      |
| Франція                  | 18                                                      |
| Хорватія                 | 18                                                      |
| Чехія                    | 18                                                      |
| Чилі                     | 18                                                      |
| Швеція                   | 18                                                      |
| Швейцарія                | 18                                                      |
| Ямайка                   | 18                                                      |
| Японія                   | 20                                                      |